# آنجلو کونترنو
آنجلو کونترنو (ایتالیایی: Angelo Conterno; ۱۳ مارس ۱۹۲۵ – ۱ دسامبر ۲۰۰۷) دوچرخه‌سوار اهل ایتالیا بود. وی در مسابقات جیرو دیتالیا شرکت کرده‌است.